# Virginio Ferrari
Virginio Ferrari, född den 19 oktober 1952 är en italiensk f.d. roadracingförare.

## Roadracingkarriär
Ferrari var en stabil och jämn förare, som blev tvåa i 500GP 1979. Han tog två Grand Prix-segrar under sin karriär, båda i 500GP. Säsongen 1987 blev Ferrari världsmästare i Formula TT före Joey Dunlop. Han körde även Superbike sent i karriären.

## Segrar 500GP
| Nr | Grand Prix   | År   |
| -- | ------------ | ---- |
| 1  | Västtyskland | 1978 |
| 2  | Holland      | 1979 |